# Hacrochlamys lineolatus
Hacrochlamys lineolatus es una especie de molusco gasterópodo de la familia Euconulidae en el orden de los Stylommatophora.

## Distribución geográfica
Es  endémica del Japón. 